# Shosholoza
Shosholoza ist ein populäres südafrikanisches Lied. Es wurde 1959 von Todd Matshikiza komponiert. Das isiZulu-Wort shosholoza bedeutet etwa „Mutig nach vorn schauen“ oder „Wir greifen an“.
Ursprünglich wurde es von Ndebele-Bergarbeitern aus dem damaligen Rhodesien gesungen, während sie in die Minen in Transvaal einfuhren. Traditionell wird Shosholoza in wechselnden Mustern als Call and Response von Männergruppen gesungen.

## Versionen
Das Lied ist seit den 1960er Jahren auch in den Vereinigten Staaten und in Europa bekannt. Pete Seeger sang es in seinem Konzert in der Carnegie Hall am 8. Juni 1963, das als Meilenstein gilt. Es gibt auch eine Version der Schmetterlinge aus dem Jahr 1971. In Deutschland ist das Lied unter anderem aus den Filmen Das Krokodil und sein Nilpferd (1979, auf der Soundtrack-CD in italienischer Schreibweise Ciocio-ciociolosa), Die Götter müssen verrückt sein (1980) und Invictus – Unbezwungen (2009) bekannt. Viele weitere zeitgenössische Künstler interpretierten dieses Volkslied, unter anderem Ladysmith Black Mambazo, La Renzo, Themba Mkhize, PJ Powers, The Glue, Peter Gabriel, Heinz Rudolf Kunze (1985, am Ende seines Liedes „Madagaskar“) und Helmut Lotti.
Der Text variiert leicht bei den verschiedenen Interpreten. Hier ein Beispieltext:

“Shosholoza, shosholoza

Ku lezontaba

Stimela siphum’ eSouth Africa

Wenu yabaleka

Wenu yabaleka

Ku lezontaba

Stimela siphum’ eSouth Africa”

„Es bewegt sich schnell, bewegt sich stark

durch diese Berge

Zug aus Südafrika

Du fährst

Du fährst

durch diese Berge

Zug aus Südafrika“

In früheren Versionen wurde anstelle von „South Africa“ „Rhodesia“ gesungen (englisch für Rhodesien, das heutige Simbabwe), unter anderem im oben genannten Film Das Krokodil und sein Nilpferd zu hören.

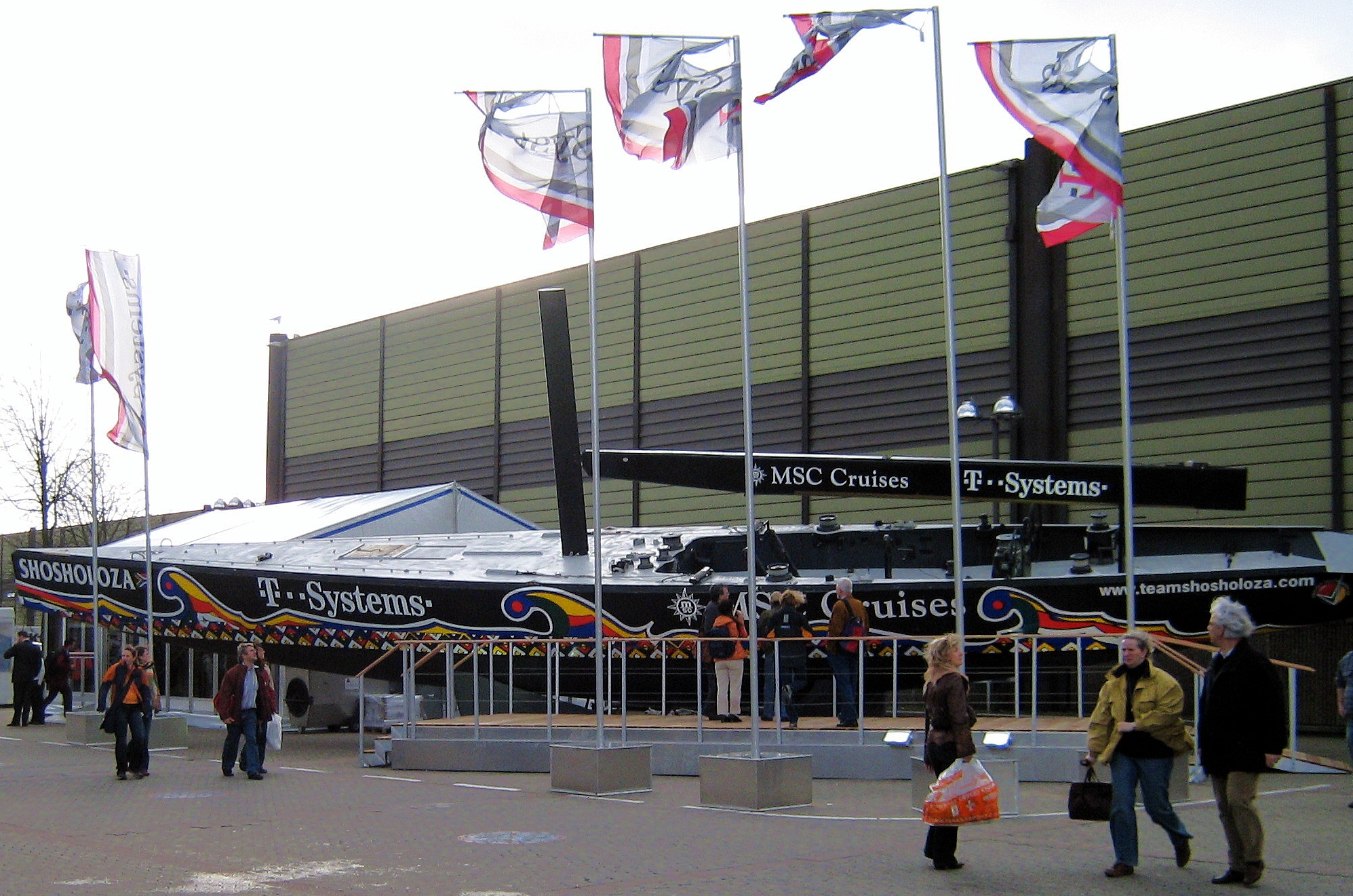
Segelrennboot „Shosholoza“ auf der Messe boot 2007

## Sport
Im Jahr 1995 wurde das Lied im Stadion gesungen, als die südafrikanische Nationalmannschaft die Rugby-Union-Weltmeisterschaft 1995 gewann.
Während der Fußball-Weltmeisterschaft 2010 in Südafrika sangen die afrikanischen Helfer, die für die deutsche Nationalmannschaft arbeiteten, zum Auszug der Spieler vom Platz Shosholoza.

## Weitere Bedeutungen

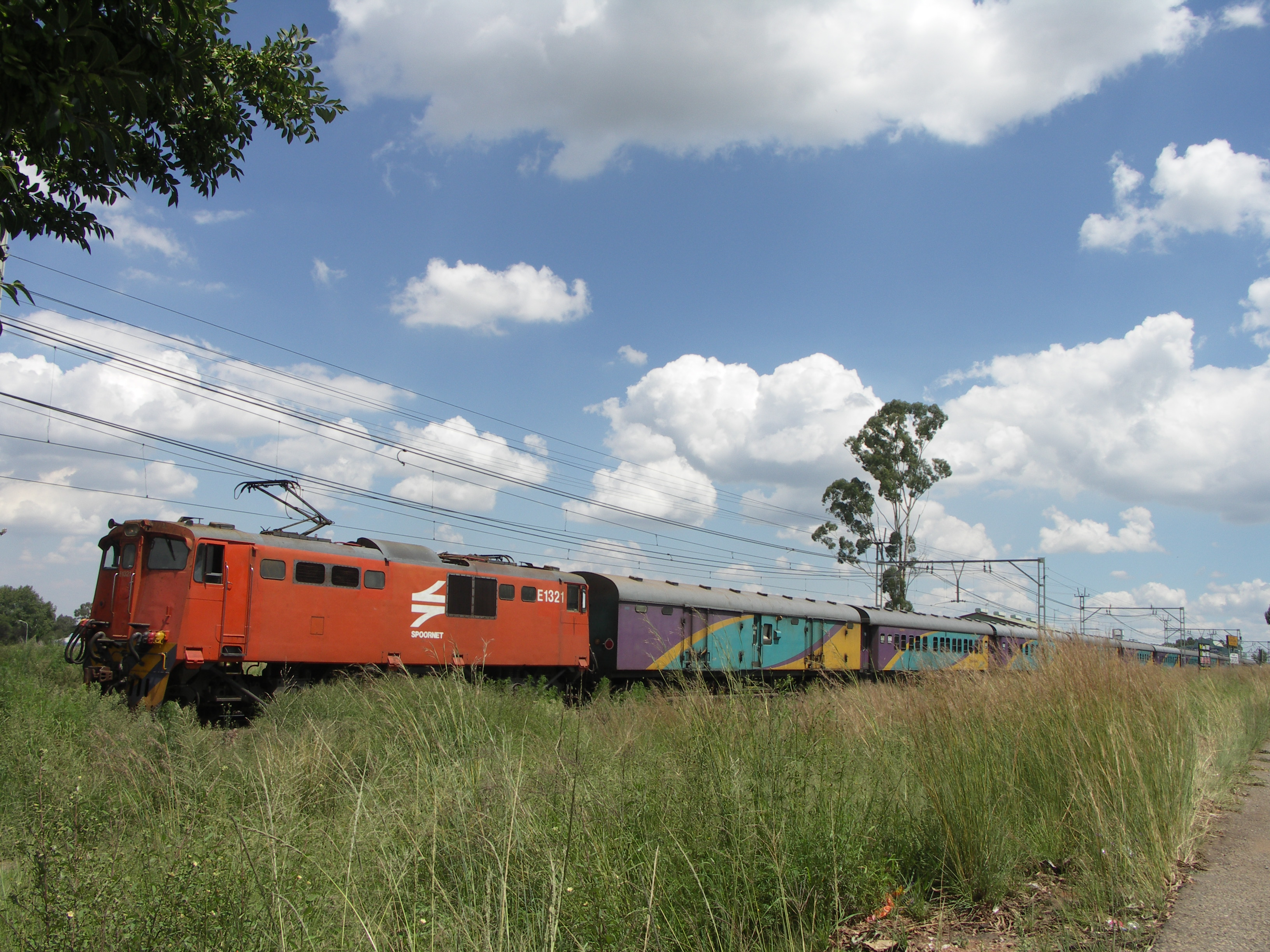
Shosholoza Meyl

- Die nationalen Fernzüge der südafrikanischen Eisenbahn PRASA werden als Shosholoza Meyl bezeichnet
- Diesen Namen trägt auch das südafrikanische Segelteam, das am America’s Cup teilgenommen hat.[7] Es ist das erste afrikanische Segelteam in der mehr als 150-jährigen Geschichte des America’s Cup.
- Das deutsche Chorprojekt Shosholoza singt und tanzt für Projekte in Südafrika, die sich durch Musik und Theater für die Aussöhnung zwischen Schwarz und Weiß, zur Kriminalitätsprävention und zur Aufklärung über HIV/AIDS engagieren. Es wurde ursprünglich gegründet, um der gewaltfreien Anti-Apartheid-Bewegung in Südafrika ein Sprachrohr zu bieten.

## Verwendung in anderen Werken
Die B-Seite der 7″-Single-Version des Liedes Biko des britischen Pop-Rock-Musikers Peter Gabriel enthielt Gabriels Version dieses Volksliedes der Ndebele Shosholoza.